# سباستيان فرنانديز (لاعب غولف)
سباستيان فرنانديز (بالإسبانية: Sebastián Fernández)‏ هو لاعب غولف أرجنتيني، ولد في 8 سبتمبر 1973 في بوينس آيرس في الأرجنتين.

## وصلات خارجية
- سباستيان فرنانديز على موقع رابطة لاعبي الغولف المحترفين (الإنجليزية)
- سباستيان فرنانديز على موقع رابطة أوروبا للاعبي الغولف المحترفين (الإنجليزية)
- سباستيان فرنانديز على موقع التصنيف العالمي الرسمي للغولف (الإنجليزية)